# Préjuce Nakoulma
Préjuce Nakoulma (Ouagadougou, 1987. április 21. –) Burkina Fasó-i válogatott labdarúgó, a Mersin İdman Yurdu játékosa.
A Burkina Fasó-i válogatott tagjaként részt vett a 2012-es és a 2013-as afrikai nemzetek kupáján.

## Sikerei, díjai
Burkina Faso
- Afrikai nemzetek kupája döntős (1): 2013